# Глава, Лукаш
Лу́каш Гла́ва (чеш. Lukáš Hlava; род. 10 сентября 1984, Турнов, ЧССР) — известный чешский прыгун с трамплина, участник Олимпийских игр в Ванкувере.
В Кубке мира Глава дебютировал в 2003 году, в марте 2003 года впервые попал в десятку лучших на этапе Кубка мира. Всего на сегодняшний момент имеет 7 попаданий в десятку лучших на этапах Кубка мира, все в командных соревнованиях, в личных соревнованиях не поднимался выше 15-го места. Лучшим результатом Главы в итоговом общем зачёте Кубка мира является 48-е место в сезоне 2009—2010.
На Олимпиаде-2010 в Ванкувере стартовал в двух дисциплинах: стал 7-м в команде и 38-м на нормальном трамплине.
За свою карьеру участвовал в трёх чемпионатах мира, лучший результат 5-е место в команде на чемпионате-2009 в Либереце.
Использует лыжи производства фирмы Elan.